# Premis FAME

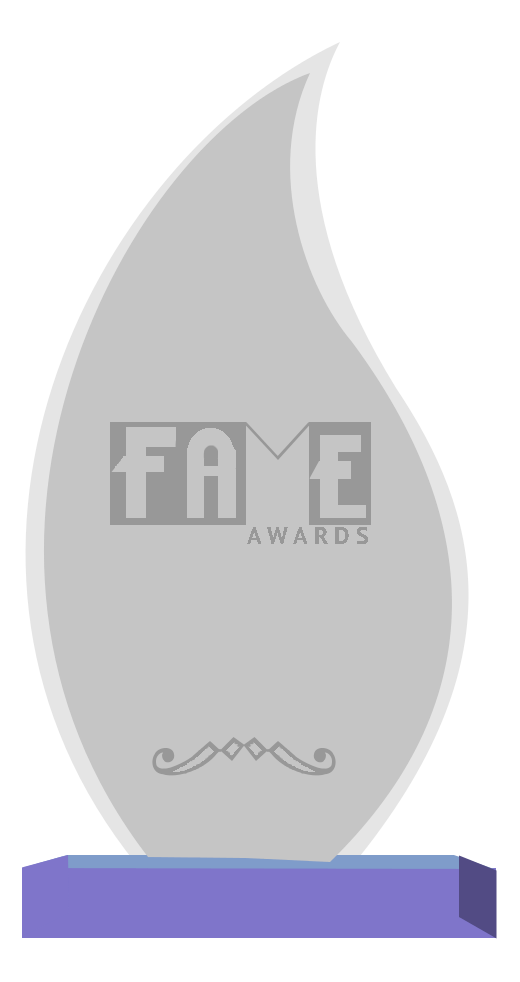

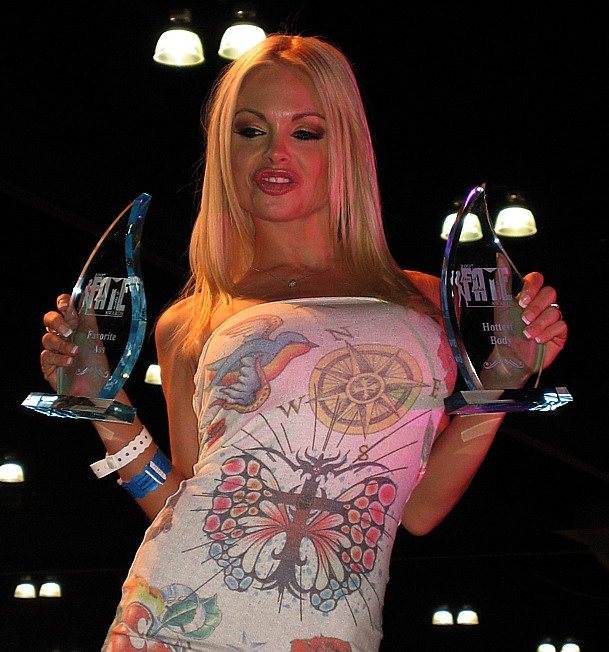
Jesse Jane amb dos premis F.A.M.E. en l'any 2007.

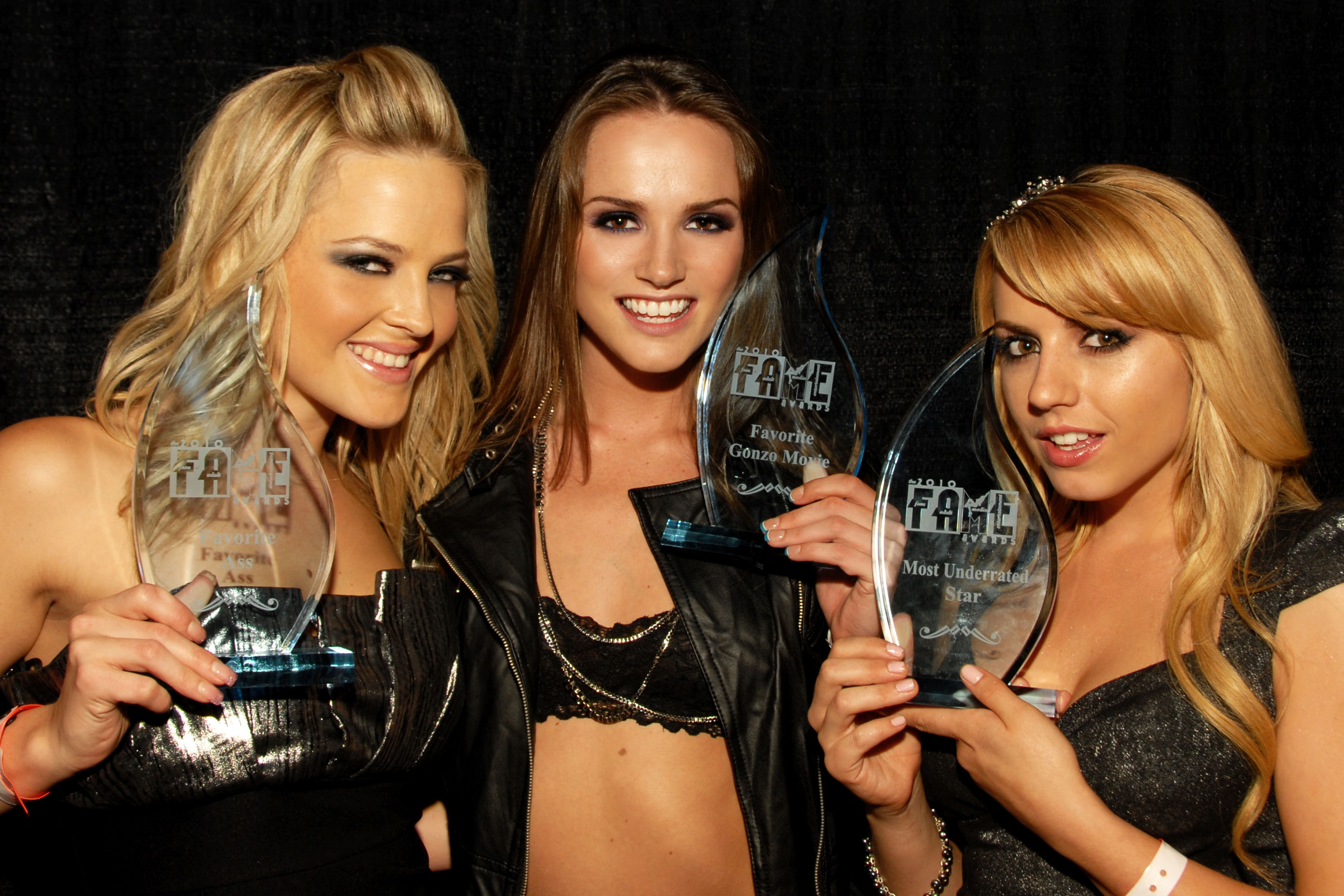
Alexis Texas, Tori Black i Lexi Belle amb els seus premis després de la cerimònia F.A.M.E. de 2010

Els Premis FAME (en anglès: Fans of Adult Media and Entertainment Awards), traduït com: Premis dels Fans per a les Pel·lícules i Espectacles per a Adults van ser creats el 2006 per Genesis, Adam & Eve en el seu lloc web Wantedlist.com al costat de l'revista AVN com un mitjà perquè el públic en general pogués votar pels seus artistes favorits de la indústria per a adults. La votació consta de dues rondes. La primera ronda és la ronda de nominació, els vuit primers llocs en la primera ronda són els que passen a la ronda final de votació. Per als premis de 2007, van ser emesos més de 100.000 vots. Els premis es presenten durant el xou Erotica de Los Angeles.